# Italo Bocchino
Pour les articles homonymes, voir Bocchino.
Italo Bocchino (né le 6 juillet 1967 à Naples) est une personnalité politique italienne, ancien président du groupe parlementaire Futur et liberté pour l'Italie. Il est également journaliste et éditeur.

## Biographie
Après avoir milité au sein du MSI, Italo Bocchino fait partie d'Alliance nationale et est élu à la Camera dei deputati en 1996 (Campanie) puis réélu en 2001. En 2005, il est candidat à la présidence de la Campanie et obtient 34,4 % des voix. Réélu à la Chambre en 2006 puis en 2008, au titre du Peuple de la liberté dont il démissionne de la vice-présidence en avril 2010, afin de soutenir Gianfranco Fini au sein de FLI.